# Alsós
Az alsós egy legendás magyar kártyajáték. Egykori elterjedtségét, közkedveltségét talán még az 1960-as évek ultiláza sem múlta fölül. A századforduló idején egyenesen "alsós őrületről" beszélnek. 

Az alsós két különböző játékcsaládnak köszönheti előnyös tulajdonságait és sikerét. Az egyik ős a német eredetű "klaberjass" volt. Egyébként a "jass" játékcsaládba tartozó játékok német nyelvterületen még mindig elterjedtek, főleg Svájcban, ahol a Jass nemzeti játéknak számít. A név az idők folyamán változott, lett belőle "kalábriás", illetve "kaláber". Amikor a kaláberbe folyamatosan bekerültek "tarokk" elemek és a játék egyedi szerkezetet öltött, akkor (a századforduló idején) változott a játék "alsós kaláberré" és magyarrá (természetesen az elnevezések még jó ideig keverednek, még a szakirodalomban is). Az akkortájt kiszélesedő közösségi élet fő színtereit jelentő, gombamód szaporodó kávéházak, klubok, kaszinók kártya-, illetve kaláberéhségét bizonyítják a következő idézetek is:
"Tessék bármelyik hazai kávéházba és klubba betekinteni, délután egytől éjfél után három óráig. Itt-ott van tarokk, itt-ott (többnyire éjjel) van ferbli, de kaláber mindig és mindenütt van." (Kártya-kódex, 1898)
„A vidéki kaszinók kilencven százaléka a kalábriás czéljából alakul … a legkisebb vidéki városban is több a rendes kalábriás asztal, mint a mennyi napilap jár a kaszinó olvasó termébe …”
„Az időknek egy geniális vívmánya a kettes alsós … Annyi változatosság, ravaszkodás, csalafintaság és mégis precizitás van benne, hogy ma már valósággal művészet-számba megy… Annyi bizonyos, hogy az igazán jó és geniális alsós-játékosokat itt Pesten épp úgy név szerint ismerik, mint a híres írókat és művészeket.” (Szomaházy István)

## A kettős és a hármas alsós
Az alsóst 2,3 vagy 4 játékos játszhatja, mely szerint megkülönböztetjük a következő típusokat:
1. Kettős alsós (két játékos);
2. Hármas alsós (három játékos);
3. Négyes alsós (hárman játszanak, az osztó kimarad).

A kettős és a hármas alsós szabályai párhuzamosan kerülnek ismertetésre, mindig kitérve a sajátosságokra. A kettős alsós specifikumait tartalmazó szakasz első és utolsó sorát (!2), hármas alsós esetében pedig (!3) jelöli.

### Alapismeretek
A játék tradicionálisan magyar kártyával játszható. A lapok négy színosztályba vannak sorolva, minden színhez 8 lap tartozik. A színek a következők: piros, tök, zöld, makk. Az egyes színeken belül a következő lapok vannak: Ász, király, felső, alsó, X, IX, VIII, VII.

#### Osztályozás
Figurás lapok: ász, király, felső, alsó. 

Számos lapok: X, IX, VIII, VII.
Az alsós komplex ütésjáték, azaz az elemi cél ütések megszerzése, az ütések értéke függ a benne elvitt lapoktól.

A játék célja kettős, egyrészt az alapjáték (parti) megnyerése, illetve minél több figura bemondása és teljesítése. A teljesítésekért és az ellenfél vállalásainak megakadályozásáért (buktatás) eredménypontok járnak. Az eredménypontok az előzetes megállapodás alapján átszámolhatók pénzre, és így a megfelelő összeg kifizethető. A másik megoldás, ha az eredményeket írják. Ilyenkor az győz, aki több eredménypontot tud összegyűjteni, ilyenkor a játék alapegysége a "rádli", amelyet teljesítő játékos jutalompontokat is kap.

#### A lapok pontértéke
| Lap       | Pont |
| --------- | ---- |
| Ász       | 11   |
| X         | 10   |
| király    | 4    |
| felső     | 3    |
| alsó      | 2    |
| IX        | 0    |
| VIII      | 0    |
| VII       | 0    |
| Összesen: | 30   |

Ha a licitálás folyamán valamelyik szín aduvá válik, akkor a pontértékek megváltoznak.
| Lap      | Pont |
| -------- | ---- |
| alsó     | 20   |
| IX       | 14   |
| Ász      | 11   |
| X        | 10   |
| király   | 4    |
| felső    | 3    |
| VIII     | 0    |
| VII      | 0    |
| Összesen | 62   |

Az utolsó ütésért plusz 10 prémiumpont jár.

### A lapok ütőereje
A lapok ütőerejét a pontértékek határozzák meg a következők szerint.

#### Adus játékban (csökkenő sorrend)
- Adunál: alsó, IX, Ász, X, király, felső, VIII, VII
- Egyéb színnél: Ász, X, király, felső, alsó, IX, VIII, VII

#### Szanzaduban (csökkenő sorrend)
- Minden színnél:	Ász, X, király, felső, alsó, IX, VIII, VII

### Maximális partipontok
Az eddigiek alapján a maximálisan elérhető partipontok a következőképpen alakulnak.

#### Adus játékban
| aduszínben    | 62   | 62  |
| többi színben | 3*30 | 90  |
| utolsó ütés   | 10   | 10  |
| összesen:     |      | 162 |

#### Szanzadunál
| a négy színben | 4*30 | 120 |
| utolsó ütés    | 10   | 10  |
| összesen:      |      | 130 |

### A játék szerkezeti leírása

#### Osztás
Az osztó megkeveri a csomagot, és megemeli (nem kötelező mással emeltetni, illetve az emelés esetleg el is maradhat).
(!2) Kettős alsós esete.
Az osztó először partnerének ad 4 lapot, azután saját magának oszt 4 lapot, majd ezt megismétli. Ezután a soron következő lapot színével felfelé az asztalra helyezi (ez az adunak kínált lap). Ezt követően ismét mindkettőjüknek 4-4 lapot oszt, de ezeket csak az előzetes bemondások lezárulta után szabad felvenni (maradék lapok). Az osztó kezében ekkor még hét lap van, a legalsót színével felfelé felülre teszi, és az egészet az adunak kínált lapra helyezi úgy, hogy az félig látható legyen. Tehát minden játékos 12-12 lapot kapott, ebből az első 8-8 lapot felveszik, a maradék lapokat pedig megnézetlenül az asztalon hagyják. Az asztalon fekszik továbbá az adunak kínált lap, rajta hat fedett lap, és legfelül színével felfelé a kártyacsomag volt legutolsó lapja (ez a 8 lap a talon).
(!2) A licitálás és az előzetes bemondások 8 lapból történnek.
(!3) Hármas alsós esete.
Az osztás jobb kéz felé történik a következők szerint. Először az osztó jobb oldali szomszédja kap 3 lapot, azután jobbra a következő 3 lapot végül az osztó saját magának oszt 3 lapot. Majd ismét jobb kéz felé mindenkinek ismét 3-3 lapot oszt. Ezután a soron következő lapot színével felfelé az asztalra helyezi (ez az adunak kínált lap). Ezt követően ismét mindenkinek 3-3 lapot oszt, de ezeket csak az előzetes bemondások lezárulta után szabad felvenni (maradék lapok). Az osztó kezében ekkor még 4 lap van, a legalsót színével felfelé felülre teszi, és az egészet az adunak kínált lapra helyezi úgy, hogy az félig látható legyen. Tehát minden játékos 9-9 lapot kapott, ebből az első 6-6 lapot felveszik, a maradék lapokat pedig megnézetlenül az asztalon hagyják. Az asztalon fekszik továbbá az adunak kínált lap, rajta három fedett lap és legfelül színével felfelé a kártyacsomag volt legutolsó lapja (ez az 5 lap a talon).
(!3) A licitálás és az előzetes bemondások 6 lapból történnek.
A továbbiakban az "elölről" szóval arra utalunk, hogy a játékosok még nem vették fel a maradék lapokat, a "hátulról" szóval pedig arra, hogy a játékosok már felvették a maradék lapokat.
Az osztáshoz hasonlóan a licitálás az előzetes és az utólagos bemondások és a lejátszás is jobb kéz felé halad, sőt a következő osztó is a jelenlegi osztó jobb oldali szomszédja lesz.

#### Licitálás
A licitálás célja az adu (vagy szanzadu) és az alapjáték meghatározása (esetleg figurák bemondásával), illetve a felvevő személyének megállapítása. A licitálás részletes tárgyalása előtt néhány alapvető fogalmat vezetünk be.
Parti pontszám: Az illető játékos ütéseiben hazavitt lapok pontértékeinek és az esetlegesen megcsinált utolsó ütésért járó 10 pont összege.
Kasszapontszám: A parti pontszám és az illető játékos birtokában lévő érvényesített összefüggések pontértékeinek összege.

##### Összefüggések
Az összefüggéseket az utólagos bemondások keretében lehet bemondani. Az alapjátékban és a 200-as nevű figurában (lásd később) van szerepük.
Az összefüggéseknek két fajtája van: sorozatok, vannakok.
Sorozatok: Sorozat alatt az egyazon szín, sorban egymás után következő lapjait értjük az alábbiak szerint. A sorrendiség szempontjából figyelembe veendő sorrend a természetes sorrend, azaz: ász, király, felső, alsó, X, IX, VIII, VII. Ez minden színre vonatkozik, tehát az adu színre is. Természetesen a sorozat lapjainak egyazon játékos kezében kell lennie. A következő sorozatokat különböztetjük meg (a táblázat a pontértéküket is tartalmazza).
| Béla  | az adu király és felső      | 20  |
| Terc  | 3 egymás után következő lap | 20  |
| Kvárt | 4 egymás után következő lap | 50  |
| Kvint | 5 egymás után következő lap | 100 |
| Szext | 6 egymás után következő lap | 100 |
| Szept | 7 egymás után következő lap | 100 |
| Okt   | 8 egymás után következő lap | 100 |

A sorozatok "hossza" alatt az általuk tartalmazott lapok számát értjük, de ez már nevükből is kiderül.
Bemondás és érvényesség:
A bélára ilyen szempontból más szabályok érvényesek, mint a többire. A béla megléte esetén bemondva és bemondatlanul is érvényes, nincs szükség érvényesítésre.
A többi sorozat elhallgatásuk esetén érvénytelen, bemondási szándék esetén meg kell jelölni a kezünkben lévő leghosszabb sorozat hosszát (pl: okt). A sorozatok érvényessége véglegesen az "Összefüggések érvényesítése" szakaszban dől el.
Vannak:
"Vannak" alatt négy azonos magasságú (különböző színű) lapot értünk (például 4db király). Természetesen mind a négy lapnak egy kézben kell lenni! Bármelyik vannak értéke: 80 pont.
Bemondás és érvényesség:
A vannak elhallgatása esetén érvénytelen, bemondási szándék esetén csak a létezés tényét kell közölni, több vannak esetén is csak egyes számban ("Van vannakom!"). A vannakok érvényessége véglegesen az "Összefüggések érvényesítése" szakaszban dől el.

##### Alapjátékok
Az alsósban négyféle alapjáték van, ezek az alábbiak.
1. Adus játék (parti):
E játékra akkor kerül sor, ha valamelyik szín a licitálás során aduvá válik. Bemondója a felvevő arra vállalkozik, hogy az ő kasszapontszáma lesz a legnagyobb. Pontegyenlőség esetén a felvevő veszít. Az adus játék lejátszását az osztó jobb oldali szomszédja kezdi. Díjazása: 1 pont (lehet 2 vagy 3 pont is).
Megjegyzés: A béla (adu király és felső) birtokában bármelyik játékos drágíthatja az adus játékot a "béla kassza" kijelentéssel, az előzetes bemondások során bemondva a négyszeresére, az utólagos bemondások során bemondva a kétszeresére. A licitálás folyamán "béla kassza" nem mondható, mivel ilyenkor még nem fixálódott az adu.
2. Adu nélküli játék más néven szanzadu (parti):
Itt nincs adu, minden szín egyenrangú. Bemondója a felvevő arra vállalkozik, hogy az ő kasszapontszáma lesz a legnagyobb. Pontegyenlőség esetén a felvevő veszít. Az adu nélküli játék lejátszását a felvevő bal oldali szomszédja kezdi. Díjazása: 2 pont (lehet 4 vagy 6 pont is).
3. Betli:
Erre a játékra két esetben kerülhet sor:
- Ha a licitálás mindkét szakaszában mindenki passzolt, és felvették a maradék lapokat, akkor a játékosok sorra nyilatkoznak (az kezdi, aki a licitálást), akarnak-e betlit játszani. Aki először vállalkozik, az a felvevő, és betlit játszanak.
- Ha a licitálás első körében mindenki passzolt, a második körben adus játékra vagy szanzadura történt felvétel, akkor az előzetes bemondások után (miután felvették a maradék lapokat), a felvevő és jobbra bármelyik soron következő játékos, betlire változtathat, ha addig a felvevő által bemondott figurák és a játék (kontrák figyelembevételével számított) összes pontszáma nem haladja meg a 10 pontot. Ha valamelyik játékos a leírtakat figyelembe véve betlire változtatott, akkor ő lesz a felvevő, további bemondásoknak helye nincs, és betlit játszanak.

A betliben nincs adu és a lapok pontértéke nem számít, illetve a lapok ütőerő szerinti sorrendje csökkenő értelemben a következő: ász, király, felső, alsó, X, IX, VIII, VII. Színre színt kell tenni, de fölülütési kényszer nincs. A betlit bemondó játékos (a felvevő) arra vállalkozik, hogy egyetlen ütést sem visz haza. A betli mellé semmilyen figura nem mondható. A kontrafokozatok hatása a szokásos. A betli lejátszását a felvevő bal oldali szomszédja kezdi. Díjazása: 10 pont.
4. Klopitzky:
Erre a játékra csak abban az esetben kerülhet sor, ha a licitálás mindkét szakaszában mindenki passzolt, felvették a maradék lapokat, és egyik játékos sem vállalkozott betlire. Ilyenkor felvevő nincs, és kötelezően Klopitzkyt kell játszani. A Klopitzkyban nincs adu, és a lapok pontértéke nem számít, illetve a lapok ütőerő szerinti sorrendje csökkenő értelemben a következő: ász, király, felső, alsó, X IX, VIII, VII. Színre színt kell tenni, de fölülütési kényszer nincs. A Klopitzky mellé semmilyen figura és kontra nem mondható. A Klopitzkyben a pontszerzés szempontjából az az előnyös, ha a játékos minél kevesebb ütést visz haza. Díjazása a következők szerint történik. A legtöbb ütést hazavivő játékos bukása révén minden más játékos 3 pontot kap. Azonos ütésszám esetén senki sem kap pontot.
(!3) A hármas játékban kialakulhat a 4-4-1 eloszlás az ütések tekintetében, ilyenkor az egyet ütő játékos mindkét társa révén 3-3, azaz összesen  6 pontot kap.
A Klopitzky lejátszását az osztó jobb oldali szomszédja kezdi.

##### A licitálás menete
A licitálás két szakaszból áll:
- eredeti színre való licitálás;
- új színre való licitálás.

Az eredeti színre való licitálást az kezdi, aki először kapott lapot és mindenki csak egyszer nyilatkozhat. Itt minden játékos csak afelől nyilatkozik, hogy az adunak felkínált lap színe (eredeti szín) megfelel-e adunak. Ha valaki elfogadja, akkor ő a felvevő, az eredeti szín az adu, az alapjáték adus játék, és a licitálásnak vége.
Amennyiben viszont az eredeti színt senki sem fogadja el (ezt a passz szóval jelezhetik), akkor az új színre való licitálás következik. Itt a játékosok három féle kijelentést tehetnek: passz, szín, figura.
Passz: Ha egy játékos színre licitálni nem akar, ezt a szándékát a "passz" kijelentéssel jelzi. 

Szín: A makk, zöld, tök, piros, szanzadu szavak valamelyike, melyek közül az első négy a kártya színére utal és az adu határozható meg általa, az ötödik pedig az adu nélküli játékot jelzi (itt az "eredeti" színt már nem lehet mondani). A megadott sorrend növekvő rangsorrendet határoz meg.

Figurák: Az alsósban a pontok jelentős része figurákból érhető el. Így cél az adott aduban vagy szanzaduban minél több figura bemondása és teljesítése, illetve az ellenfél figuráinak megbuktatása.
A figurák definíciója:
Tuletroa: Bemondója arra vállalkozik, hogy ütéseiben hazaviszi a két legerősebb és a leggyengébb adut (alsó, IX, VII). Díjazása elölről: 4 pont, hátulról: 2 pont.
Család: Bemondója arra vállalkozik, hogy ütéseiben hazaviszi aduból a legerősebb kivételével a figurás lapokat (ász, király, felső). Díjazása elölről: 4 pont, hátulról: 2 pont.
Összes adu: Bemondója arra vállalkozik, hogy ütéseiben hazaviszi a nullánál nagyobb pontértékű adukat. Díjazása elölről: 12 pont, hátulról: 6 pont.
$ Négy ász (44-es): Bemondója arra vállalkozik, hogy ütéseiben hazaviszi a négy ászt. Díjazása elölről: 8 pont, hátulról: 4 pont.
Ulti: Bemondója arra vállalkozik, hogy hazaviszi az utolsó ütést az adu VII-sel vagy egy nem adu ásszal. Díjazása elölről: 10 pont, hátulról: 5 pont.
Uhu: Bemondója arra vállalkozik, hogy hazaviszi az utolsó előtti ütést az adu VIII-sal vagy egy nem adu ásszal. Díjazása elölről: 14 pont, hátulról: 7 pont (lehet 10, illetve 5 is) (Figyelem: Ha az ultit vagy az uhut bemondója egy nem adu ásszal kívánja teljesíteni az utolsó/utolsó előtti ütést, akkor ezt a szándékát bemondásában jelezni kell – például "zöld ász ulti"! Mert a sima "ulti" bemondás a VII-sel történő teljesítésre utal – uhunál hasonló a helyzet!)
$ Abszolút: Bemondója arra vállalkozik, hogy parti pontszáma adus játék esetén legalább 82 játékpont, szanzadu esetén pedig legalább 66 játékpont lesz (ez éppen eggyel több a maximálisan elérhető parti pontok felénél). Díjazása elölről: 6 pont, hátulról: 3 pont.
$ 100-as: Bemondója arra vállalkozik, hogy parti pontszáma adus játék esetén legalább 100 játékpont, szanzadu esetén pedig legalább 80 játékpont lesz. Díjazása elölről: 8 pont, hátulról: 4 pont.
$ 111-es: Bemondója arra vállalkozik, hogy parti pontszáma adus játék esetén legalább 111 pont, szanzadu esetén pedig legalább 91 pont lesz. Díjazása elölről: 12 pont, hátulról: 6 pont.
$ 120-as: Bemondója arra vállalkozik, hogy parti pontszáma adus játék esetén legalább 120 játékpont, szanzadu esetén pedig legalább 100 játékpont lesz. Díjazása elölről: 16 pont, hátulról: 8 pont.
$ Volát: Bemondója arra vállalkozik, hogy minden ütést hazavisz (kettős játékban 12, hármas játékban 9 ütés). Díjazása elölről: 20 pont, hátulról: 10 pont.
$ 200-as: Bemondója arra vállalkozik, hogy kasszapontszáma adus játék esetén legalább 200 pont, szanzadu esetén pedig legalább 180 pont lesz. Díjazása elölről: 8 pont, hátulról: 4 pont.
Egyszerre több figura is bemondható (figura összetételek), szinte minden kombinációban. Nem mondható be együtt a család és az összes adu. Bemondható egyszerre az abszolút, 100-as, 111-es, 120-as és a volát, de csak ebben a sorrendben, azaz drágább után nem mondható olcsóbb közülük (pl.: 111-es után nem mondható abszolút és 100-as de mondható 120-as és volát). Ha a figurákat elölről mondjuk be díjuk dupla a hátulról való bemondáshoz viszonyítva. A bemondott figurák díjainak összegét figura összpontszámnak nevezzük. Betli és Klopitzky mellé figurák nem mondhatók.
Fontos:
A figurák buktatásáért ugyanannyi pont jár, mint a teljesítéséért, természetesen a buktató(k)nak. Bemondatlanul teljesített figuráért nem jár pont! Az "Előzetes bemondások" és az "Utólagos bemondások" szakaszban az ellenpárt játékosai is mondhatnak be figurákat, akár ugyanazt is, mint a felvevő. 

Szanzadu esetén nem minden figura mondható be! A bemondhatókat a fönti meghatározásban $ jelöli.

(!3) Hármas alsós estén, a felvevő ellenfelei (ellenpárt) érdekközösséget alkotnak, játékukban az összjáték az irányadó, azaz a szabályok betartása mellett segíthetik egymást mind a bemondások során (megfelelő információadással), mind a lejátszás során (kedvező játékkal bármelyikük által bemondott figura teljesítésében illetve a felvevő vállalásainak megbuktatásában, pl.: "kenés"), ennek megfelelően díjazásuk azonos ("Együtt sírnak együtt nevetnek"). Ezzel szemben – és ez nagyon fontos – vállalásaik viszonylatában teljesítésük egyéni. Ennek megfelelően a felvevő által vállalt alapjátékot csak úgy tudják megbuktatni, ha egyikőjüknek legalább annyi lesz a kasszapontszáma, mint a felvevőnek. Hasonlóan az ellenpárt bármelyik tagja által vállalt figurát önállóan kell teljesíteni valamelyiküknek. (Ha a figura a valahányadik ütésben egy meghatározott lappal történő ütést ír elő, akkor a partner fölülütése esetén is megbukott a vállalkozás! Vagy ha bizonyos lapok hazavitelét írja elő a vállalás, akkor mindegyiket ugyanazon játékosnak kell haza vinni!). Más szóval az ellenpárt tagjai a lejátszás végén nem egyesíthetik ütéseiket!
Más a helyzet a betlinél, hiszen itt a felvevő csak akkor tud győzni, ha egyetlen ütést sem visz haza, a Klopitzkyban pedig nincs felvevő (az ide vonatkozó szabályokat már korábban tárgyaltuk).

###### A figurák összefoglaló táblázata
| Figura     | Díj        | Díj      |
| ---------- | ---------- | -------- |
|            | Adus játék | Szanzadu |
| Tuletroá   | 2          |          |
| Család     | 2          |          |
| Összes adu | 6          |          |
| Négy ász   | 4          | 4        |
| Ulti       | 5          |          |
| Uhu        | 7          |          |
| Abszolút   | 3          | 3        |
| 100-as     | 4          | 4        |
| 111-es     | 6          | 6        |
| 120-as     | 8          | 8        |
| Volát      | 10         | 10       |
| 200-as     | 4          | 4        |

(A táblázat a hátulról bemondott figurák díjait tartalmazza, elölről való bemondás esetén az illető figura díja kétszeresére nő.)

##### Az új színre való licitálás alapvető szabályai
Licitálás közben a játékosok három féle kijelentést tehetnek: passz, szín, figura. Az eddigiekben ezek alaptulajdonságairól volt szó, most kapcsolataikat illetve a licitálás alapelveit tekintjük át. Ezek a szabályok csak a licitálás folyamán érvényesek.
Kapcsolatok:
1. A passz kijelentése esetén más licitelem nem mondható.
2. Szín önmagában is mondható, de mondhatók mellette figurák is (ilyenkor szín, figurák a sorrend).
3. Figura csak színnel együtt mondható be.

Licit folyamat:
1. A játékosok szabályos sorrendben licitálnak. A licitálást az kezdi, aki először kapott lapot, majd jobb kéz felé folytatják.
2. Ha először mindenki passzol, akkor kötelezően Betlit vagy Klopitzkyt kell játszani a következők szerint. A játékosok felveszik a maradék lapokat, majd mindegyik játékos egyszer nyilatkozhat (az kezdi, aki a licitálást), akar-e betlit játszani. Aki először vállalkozik, az a felvevő, és betlit játszanak. Ha egyik játékos sem vállalkozott betlire, akkor felvevő nincs, és kötelezően Klopitzkyt kell játszani.
3. Mindenki csak egyszer nyilatkozhat.
4. Az eredeti színre itt már nem lehet licitálni.
5. Az előbb nyilatkozó által bemondott színt a többi játékos már nem mondhatja.
6. Az előbb nyilatkozónál nagyobb figura összpontszámot kell mondani bármelyik megengedett színben (lehet alacsonyabb rangú szín is), vagy azonos figura összpontszámot (ha egy játékos csak színt mond, az nulla figura összpontszámot jelent) rangosabb színben. Az itt bemondott figurákat is dupla díjjal kell számolni!
7. Ha mindenki nyilatkozott, akkor az új színre való licitálásnak és így a licitálásnak vége.
8. Az utolsó passztól különböző nyilatkozatot adó a felvevő, ellenfele(i) az ellenpárt. Az ellenpárt játékosa(i) által a licitálás folyamán esetlegesen bemondott figurák érvényüket veszítették.

Megjegyzés: A licit közben bemondott figura dupla díjazású. Mivel bemondásuk ez esetben is elölről (a maradék lapok nélkül) történik.

#### Előzetes bemondások (elölről)
A játéknak ezt a szakaszát a felvevő kezdi és jobb kéz felé haladva sorra nyilatkoznak a játékosok. Négyféle kijelentést tehetnek: passz, béla kassza, figurák, kontrafokozatok. A passz csak önmagában hangozhat el, de a többiek most együtt is. A követendő bemondási sorrend a fenti. Természetesen nem kell mindegyiket mondani, csak amelyiket reálisnak tartjuk, illetve melyeket korábban még nem mondtunk be! Az ebben a szakaszban bemondott figura dupla értékű (csakúgy, mint a licit közben bemondott)! A passzt, a béla kasszát és a figurákat már tárgyaltuk, most a kontrafokozatokat tekintjük át.

##### Kontrafokozatok
Öt fajtája van: kontra, rekontra, szubkontra, hírskontra, mordkontra.
Kontra:
A kontrával bemondója kétségbe vonja az alapjáték vagy valamelyik már bemondott figura sikerét. Figurára bemondott kontra esetén meg kell jelölni a figurát (például kontra ulti). Egyszerre több figurára is mondható kontra. Természetesen kontrát a felvevő, az ellenpárt tagjai által bemondott figurák tekintetében, az ellenpárt tagjai pedig a felvevő által bemondott figurák és az alapjáték tekintetében mondhatnak.
(!3)Tehát hármas játék esetén az ellenpárt tagjai egymást nem kontrázhatják (hiszen együtt sírnak, együtt nevetnek!)
Kontra mondható az előzetes bemondás során (elölről), ilyenkor hatása a már közölt díjakra nézve négyszerező, és kontra mondható az utólagos bemondások során (hátulról), olyankor hatása a már közölt díjakra nézve kétszerező.
Rekontra:
A rekontrát bemondani csak egy a másik játékos által bemondott, kontrára adott válaszként lehet. A rekontra tehát bemondójának azt a véleményét fejezi ki, hogy a szóban lévő vállalást (alapjáték vagy figura) az ellenfél kételyei ellenére is biztosnak látja. A rekontra elölről bemondva négyszerezi a bemondása előtt érvényben lévő díjtételeket (A kontra által már négyszerezett díjakat a rekontra tovább négyszerezvén már tizenhatszoros értékek érvényesek). A rekontra hátulról bemondva kétszerezi a bemondása előtt érvényes díjtételeket. (A kontra által már megnövelt díjakat tovább növeli.)
Szubkontra:
Szubkontrát mondani csak a rekontrára adott válaszként lehet. Egyébként a szubkontra indítéka és hatása a kontráéval azonos.
Hírskontra:
Hírskontrát mondani csak a szubkontrára adott válaszként lehet. Egyébként a hírskontra indítéka és hatása a rekontráéval azonos.
Mordkontra:
Mordkontrát mondani csak a hírskontrára adott válaszként lehet. Egyébként a mordkontra indítéka és hatása a kontráéval azonos.
(!3) A felvevő által mondott kontrafokozatra az ellen párt bármelyik tagja válaszolhat a következő kontra fokozattal (mivel "együtt sírnak együtt nevetnek"), de csak az egyik, és annak hatása mindkettőjük tekintetében érvényes).
Klopitzky esetén kontrafokozatokat mondani nem lehet, mivel itt nincs felvevő és figurákat sem lehet mondani.

##### Az előzetes bemondások menete.
Ha az elején minden játékos nyilatkozata passz, akkor az előzetes bemondásoknak vége. Ellenkező esetben a játékosok a már meghatározott színben (adu vagy szanzadu) bemondhatják a Béla kasszát (ha van, és még nem mondta be az illető vonal) és további figuráikat. Most az ellenpárt is mondhat Béla kasszát (ha van) és figurákat az adott színben, akár ugyanazt is, mint a bemondó. Mindenki kontrázhatja a másik párt által korábban bemondott figurákat, illetve az ellenvonal kontrázhatja az alapjátékot, illetve mindkét párt magasabb kontrafokozattal válaszolhat az őt ért kontrafokozatra. Elölről mondva a figurák duplán számítanak, a kontra fokozatok pedig négyszerező hatásúak. Alapszabály, hogy Béla kasszát és figurákat mindenki csak az első megszólaláskor mondhat be, illetve kontrafokozatot mondani a legelső olyan alkalommal kell, amikor a kontrafokozat alapját képező információ megjelenését követően a nyilatkozás sora az illető játékosra kerül.
(!2) egy, illetve (!3) két  egymást követő passz után az előzetes bemondásoknak vége.
"Elölről" szakasz VÉGE.
Ezt követően játékosok felveszik maradék lapjaikat.
"Hátulról" szakasz KEZDETE.
Amennyiben a licitálás első körében mindenki passzolt, a második körben adus játékra vagy szanzadura történt felvétel, akkor most (a maradék lapok felvételét követően) a felvevő és jobbra bármelyik soron következő játékos betlire változtathat, ha eddig a felvevő által bemondott figurák és a játék (kontrák figyelembevételével számított) összpontszáma nem haladja meg a 10 pontot. Ha valamelyik játékos a leírtak szerint, betlire változtatott, akkor ő a felvevő, és további bemondásoknak helye nincs.
Amennyiben viszont senki sem változtat betlire, akkor az eredeti bemondások az érvényesek, és a továbbiakban (meghatározott esetben és módon) taloncserére van lehetőség.

#### Taloncsere
A taloncserének két fajtája van: a síber és az egyszerű lapcsere. A taloncserére jogosult játékos akkor cserélhet, amikor az utólagos bemondások keretében a nyilatkozás sora rákerül, de még a bemondásait megelőzően!
A síber (síbelés, síbolás):
A síberre akkor van lehetőség, ha az eredeti szín lett az adu, és a talon tetejére tett lap adu vagy ász. Síbelésre az a játékos jogosult, akinél az adu VII-es van vagy, ha a két felütött lap egyike éppen a VII-es, akkor az a játékos, akinél az adu VIII-as van illetve, ha éppen a VII-es és a VIII-as a felütött lapok, akkor az a játékos, akinél az adu IX-es van.
A síbolás menete:
A síbolás jogosult játékos az utólagos bemondásai előtt "síbolok" kijelentéssel hívja fel társa(i) figyelmét a taloncserére. A továbbiak kettős és hármas alsósban különbözően folynak le.
(!2) A síbolni szándékozó játékos a síbolásra feljogosító lapot (VII, vagy VIII, vagy IX) az asztalra helyezi színével felfelé, és magához veszi a két felütött lapot. Ezek után felüti a maradék talon legalsó lapját, ha az adu vagy ász azt is magához veszi, majd felüti alulról a következő lapot, és azzal is ugyanúgy jár el. Ezt folytatja mindaddig, amíg adut vagy ászt üt fel, vagy elfogy a talon. Ha adutól és ásztól különböző lapot ütött fel (amit visszatesz a helyére), és még van a talonban felütetlen lap, akkor a leírt eljárást felülről is végrehajtja a síboló játékos (tehát felvenni csak adut és ászt lehet). Az előbbiek eredményeként a síboló játékos kezében 12-nél több lap van, ezért a felesleges lapokat színével lefelé (hogy más azokat ne lássa) az asztalra kell tennie. Természetesen a számára értéktelen lapokat teheti le. Figyelnie kell, hogy pontosan 12 lap maradjon a kezében. A síbolásra feljogosító lap színével felfelé az asztalon marad!
(!3) A síbolni szándékozó játékos a síbolásra feljogosító lapot (VII, vagy VIII, vagy IX) az asztalra helyezi színével felfelé, és magához veszi az egész talont. Ennek következtében a kezében 9-nél több lap lesz, ezért a felesleges lapokat színével lefelé (hogy más azokat ne lássa) az asztalra kell tennie. Természetesen a számára értéktelen lapokat teheti le. Figyelnie kell, hogy pontosan 9 lap maradjon a kezében. A síbolásra feljogosító lap színével felfelé az asztalon marad!
Megjegyzés: Arra vonatkozólag, hogy síbolásnál lehet-e adut letenni, nincs kizárólagos szabály. A játéktársaknak kell ezzel kapcsolatban megállapodni. A síbolónak kötelessége továbbá a felütött és az eldobott lapokat rendezve, színükkel lefelé (hogy ne lehessen azokat látni) a színével felfelé az asztalon lévő síbolásra feljogosító lapra helyezni úgy, hogy az, félig látható legyen. Ezek a lapok a továbbiakban nem vesznek részt a játékban, és ennek megfelelően az ütések közzé sem számítanak.
Egyszerű lapcsere:
Ha az eredeti szín lett az adu, de síbolni nem lehet, akkor az adu VII-es tulajdonosa az utólagos bemondásai előtt VII-ével kicserélheti (de nem köteles rá) az adunak felajánlott lapot.
A síbolás vagy az egyszerű lapcsere után vagy azok hiányában az utólagos bemondások következnek.

#### Utólagos bemondások (hátulról)
A síbelés illetve az egyszerű lapcsere már lényegében az utólagos bemondások keretében folyik. Másrészt pedig az utólagos bemondások alatt megtörténik az első lapok kihívása is. (pl.: Az első játékos bemond és kihívja első lapját, a második játékos síbol, bemond, és hozzá ad majd a harmadik játékos bemond, és hozzáad.) Ennek megfelelően az utólagos bemondásokat az kezdi, aki a lejátszást, és jobb kéz felé halad tovább.
A játékosok sorra nyilatkoznak. Ötféle kijelentést tehetnek: passz, béla kassza, figurák, összefüggések, kontrafokozatok. A passz csak önmagában hangozhat el, de a többiek most együtt is. A követendő bemondási sorrend a fenti. Természetesen nem kell mindegyiket mondani, csak amelyiket reálisnak tartjuk, illetve melyeket korábban még nem mondtunk be!

##### Az utólagos bemondások menete
Ha az elején minden játékos nyilatkozata passz, akkor az utólagos bemondásoknak vége. Ellenkező esetben a játékosok a már meghatározott színben (adu vagy szanzadu) bemondhatják a Béla kasszát (ha van, és még nem mondta be az illető vonal), további figuráikat és az esetleges összefüggéseiket. Az ellenpárt is mondhat Béla kasszát (ha van, és még nem mondták be), további figurákat az adott színben, akár ugyanazt is, mint a bemondó, illetve az esetleges összefüggéseiket. Mindenki kontrázhatja a másik párt által korábban bemondott figurákat, illetve az ellenvonal kontrázhatja az alapjátékot, illetve mindkét párt magasabb kontrafokozattal válaszolhat az őt ért kontrafokozatra. Hátulról mondva a figurák szimplán számítanak, a kontrafokozatok pedig kétszerező hatásúak. Alapszabály, hogy Béla kasszát, figurákat és összefüggéseket mindenki csak az első megszólaláskor mondhat be, illetve kontrafokozatot mondani a legelső olyan alkalommal kell, amikor a kontrafokozat alapját képező információ megjelenését követően a nyilatkozás sora az illető játékosra kerül.
(!2) egy, illetve (!3) két  egymást követő passz után az előzetes bemondásoknak vége

#### Az összefüggések érvényesítése
Az összefüggések érvényesítése az első ütés hazavitele után, de a második ütésre történő kihívás előtt történik. Az a játékos kezdi, aki majd a második ütéshez hív ki, és jobb kéz felé folytatják a többiek. Az érvényesítés eredményeképpen legfeljebb az egyik játékosnak lehetnek érvényes sorozatai vagy vannakjai. Az érvényesítés külön-külön történik a sorozatok illetve a vannakok tekintetében. Tehát lehet, hogy az egyik játékosnak a sorozatai a másik játékosnak a vannakjai lesznek érvényesek.
Sorozatok rangsora: Elsősorban a hossz a döntő, a hosszabb a rangosabb. Ha ez nem dönt, akkor a legfelső lap (ez a sorozat magassága). Az a rangosabb sorozat, amelyiknek a lapok természetes sorrendje szerint a legnagyobb a legfelső lapja. Ha ez sem dönt, akkor az a nagyobb, amelyik aduból van. Amennyiben a leírtak egyike sem dönt, úgy a sorozatokat egyenrangúnak kell tekinteni (azaz egyik sem érvényes).
Vannakok rangsora: A vannakok rangsorát adus játékban az adu szín, szanzaduban bármelyik szín ütési sorrendje dönti el (ez a vannak magassága). Tehát nincs két egyenrangú vannak.
Érvényesítés: Minden játékos esetén csak a legrangosabb sorozat, illetve vannak vesz részt az érvényesítési folyamatban. A legrangosabb sorozat érvényesíti tulajdonosa összes meglévő sorozatát, és érvényteleníti a többi játékos összes sorozatát. Ha több játékosnak egyenrangú a legrangosabb sorozata, akkor egyetlen sorozat sem érvényes. A legrangosabb vannak érvényesíti tulajdonosa összes meglévő vannakját, és érvényteleníti a többi játékos összes vannakját. Az érvényesítés fokozatos információközléssel történik. Sorozatok esetén, amennyiben a hossz alapján nem dönthető el melyik játékosnak van a legrangosabb sorozata, először a magasságot, majd szükség esetén a színt is meg kell jelölni. Ha több játékosnak van vannakja, akkor a magasságok bemondásával biztos döntés születik. Ha valamelyik játékos lapjából látja, hogy összefüggése biztosan nem a legrangosabb, akkor "kicsi" kijelentéssel elállhat az érvényesítésben való további részvételtől.
(!3) Hármas alsósban a felvevő egyik ellenfele megteheti, hogy erősebb lappal rendelkező partnere erősítése okán "kicsi" kijelentéssel eláll akár a rangosabb összefüggése érvényesítésétől is.
Amennyiben az egyik játékosnak sikerült érvényesíteni sorozatait, úgy köteles meghatározni az összes meglévő (bemondani kívánt) sorozatát a hossz, a magasság és a szín segítségével. A vannakok esetén hasonló a helyzet, sikeres érvényesítés esetén meg kell határozni az összes meglévő (bemondani kívánt) vannakját magasságuk segítségével. Ezzel az összefüggések érvényesítésének vége. Az összefüggések érvényességének tisztázása után, további bemondásoknak helye már nincs.

#### Hívás
A hívás az adus vagy a szín nélküli játék díjemelésének egy további formája, de figura bemondása esetén nem használható. A összefüggések érvényesítése után, a második ütésre való kihívás illetve hozzáadás előtt van rá lehetőség (azaz a lejátszás második körében) a következők szerint. A fentiek figyelembevételével bármelyik játékos "gyerünk" felkiáltással megadásra szólítja fel az ellenpártot. Ha a felszólított párt feladja a játékot, akkor a lejátszás nem folytatódik, hanem az addigi kontráknak megfelelő elszámolás következik. Ha viszont az illető párt nem adja fel a játékot ("nem megyek", "nem megyünk"), akkor az addig aktuális díj duplázódik és a lejátszás után ennek megfelelő lesz az elszámolás. A "gyerünk"-kel kezdeményezett drágítás a szokásos kontrafokozatokkal folytatható a szokásos sorrend betartása mellett, minden itt bemondott kontrafokozat duplázó hatású. Természetesen itt is minden kontrázott fokozat csak az ellenfél vonatkozó bemondására adott válaszként lehet bemondani! Ha a "gyerünk"-kel kezdeményezett drágítás bármelyik kontra fokozatára az illető párt "dobja a játékot", akkor a legutolsó duplázás nem számít (a többi igen), lejátszás nincs, és az elszámolás ennek megfelelően történik. 

Például adus játék esetén elölről bemondott béla kassza, kontra, rekontra hátulról mondott szubkontra illetve gyerünk, kontra gyerünk, rekontra gyerünk esetén, ha az illető párt nem dobta a játékot, akkor lejátszás után a játék értékeként 1024 pont számolható el. Ha adu nélküli játék esetén elölről bemondott kontra, rekontra, szubkontra hátulról bemondott hirskontra, mordkontra illetve gyerünk után, a játék megadására felszólított párt tényleg dobja a játékot, akkor lejátszás nincs, és a játék elszámolható értéke 512 pont.

#### Lejátszás
A lejátszást "adunélküli játékban" és a betliben a felvevő bal oldali szomszédja, egyébként az osztó jobb oldali szomszédja kezdi, ezt követően mindig az hív ki, aki az előző ütést hazavitte. 

A lejátszás folyamán színre színt kell tenni, és adus játékok esetén adukényszer van (azaz ha nincs a hívott színből kötelező adut ráadni), de felülütési kényszer nincs. A saját ütéseit minden játékos külön gyűjti. A mindenkori utolsó ütést bárki megnézheti, de a lejátszás végéig a többit nem, még tulajdonosa sem. Az utolsó ütés hazavitele után a lejátszásnak vége.

#### Elszámolás
Az utolsó ütés hazavitele után meg kell állapítani a lejátszás során kialakult végeredményt, illetve meg kell határozni a pártok által szerzett pontokat. A játékosok teendői a következők:
- meg kell határozni a parti pontszámot (a talon nem számít egyik párt ütéseihez sem);
- meg kell határozni a kasszapontszámot;
- meg kell állapítani, hogy a felvevő teljesítette-e az alapjátékot vagy sem;
- meg kell állapítani, hogy a bemondott figurákat teljesítették-e bemondóik vagy sem;
- mindkét párt tekintetében ki kell számítani az eredménypontokat.

Az összetett bemondások miatt előnyös, ha a játékosok által bemondott figurákat, kontrafokozatokat, hívásokat a játék közben írják, illetve a teljesítésekért, a buktatásokért járó pontokat (az illető játékos tekintetében) és a játszma végeredményét is papíron rögzítik.

##### Pontszámítás
(!2) Ha a felvevő megnyerte az alapjátékot illetve teljesítette a bemondott figuráit, akkor az utánuk járó (esetleg kontrázott stb.) összeget ő írja fel, egyébként ellenfele. Ha a felvevő ellenfele teljesítette bemondott figuráit, akkor az utánuk járó (esetleg kontrázott stb.) összeget ő írja fel, egyébként a felvevő.
(!3) Ha a felvevő megnyerte az alapjátékot illetve teljesítette a bemondott figuráit, akkor az utánuk járó (esetleg kontrázott stb.) összeget ő írja fel mind két ellenfele tekintetében (azaz duplán), egyébként mindkét ellenfele (szimplán). Ha a felvevő valamelyik ellenfele teljesítette bemondott figuráit, akkor az utánuk járó (esetleg kontrázott stb.) összeget ő és partnere is felírja, (szimplán) egyébként a felvevő írja fel mind két ellenfele tekintetében (azaz duplán).
Az alsóst lehet pénzre játszani. Fontos, hogy még a játék kezdetén meg állapodjanak a játékosok az 1 eredmény pont pénzértékében. Ez esetben általában minden játszma után rendezik a játékosok tartozásaikat (azaz a kevesebbet nyerő párt kifizeti a másik pártnak a különbözetet). 

(!3) Hármas alsós esetén a felvevőnek mindkét ellenfele fizet, illetve ha vesztett, ő fizet mindkét ellenfelének ugyanannyit.
A másik lehetőség (akár pénzre játsszák, akár sem), ha csak több játszma lejátszása után számítanak végeredményt. Ezt a több játszmából álló játékegységet rádlinak nevezik. A rádli addig tart, amíg valamelyik játékos egy meghatározott ponthatárt elér. A ponthatár lehet 40, 50, 80 vagy 100 pont, legáltalánosabb a 80 pont. A rádli végéig minden játékos által felírt pontokat az eredményjelző lapon rögzítik. Egy játszma tekintetében ilyenkor nem csak a több pontot szerző párt írja fel a különbséget, hanem mindegyik párt felírja az általa teljesített és az általa megbuktatott vállalásokért járó pontokat a korábbiakban említettek szerint.
(!3) Ha a hármas játékot játszó játékosok rádlira játszanak, akkor a felvevő csak szimplán írja fel pontjait!!!
Az a játékos, aki először éri el vagy haladja túl a 80 pontot, 20 jutalompontot kap (rádli jutalom).
(!3) Hármas alsósban előfordulhat, hogy ketten egyszerre érik el vagy haladják túl a 80 pontot, ez esetben a nagyobb pontszámú kap rádli jutalmat, ami ilyenkor csak 10 pont, illetve egyenlő pontszám esetén egyik játékos sem.
A rádli eredmény kiszámítása:
(!2) Kettes alsósban a rádli győztes pontjainak összegéből ki kell vonni a vesztes pontjainak összegét, és az így kapott szám a rádli eredmény.
(!3) Hármas alsósban mindenki megszorozza pontjainak összegét kettővel, és ebből levonja a másik két játékos pontösszegeinek összegét. Az így kapott számok (negatív eredményt is kaphatunk) adják az egyes játékosok rádli eredményét. Illetve ha pénzben játszanak, ezen pontszámok alapján határozható meg (az 1 pont pénzértéke segítségével), hogy mennyit kapnak az egyes játékosok. Természetesen negatív szám esetén nem kap, hanem annyit ad az illető játékos.

## A négyes alsós
A négyes alsós nem más, mint négy játékos által játszott hármas alsós oly módon, hogy az osztó nem vesz részt a játékban.
Az elszámolás szempontjából két esetet lehet megkülönböztetni:
- az osztó nem részesül az eredményben (nem kap, és nem is ad), ilyenkor minden játszma után rendezik tartozásaikat a játékosok (a bemondó minden társától kap vagy mindegyiknek ad);
- az osztó úgy ír, mint a védők (együtt "sír és nevet" a védőkkel).

Az utóbbi esetben a négyes alsóst is lehet rádlira játszani, itt is külön-külön gyűjtik a játékosok pontjaikat, illetve a játékosok által szerzett pontokat az eredményjelző lapon jegyzi valamelyik játékos (vagy akár több is). A teljesítő játékos most is csak szimplán ír! Az a játékos, aki először éri el vagy haladja túl a 80 pontot, rádli jutalmat kap, ami itt is 20 pont. Ha többen érik el vagy haladják túl egyszerre a 80 pontot, akkor a legnagyobb pontszámú kap rádli jutalmat, ami ilyenkor 10 pont. Ha az utóbbi eset úgy jön létre, hogy a két nagyobb pontszám egyenlő, akkor tulajdonosaik 5-5 pontot kapnak rádli jutalomként. Három egyenlő pontszám esetén senki nem kap rádli jutalmat.

### A rádli eredmény kiszámítása négyes alsósban
Mindenki megszorozza pontjainak összegét hárommal, és ebből levonja a másik három játékos pontösszegeinek összegét. Az így kapott számok (negatív eredményt is kaphatunk) adják az egyes játékosok rádli eredményét. Illetve, ha pénzben játszanak ezen pontszámok alapján határozható meg (az 1 pont pénzértéke segítségével), hogy mennyit kapnak az egyes játékosok. Természetesen negatív szám esetén nem kap, hanem annyit ad az illető játékos.